# 博士 (官職)
博士是中国历史上的官职名称，起源於戰國時期。擔任“博士”這一官職的人負責：保管文獻檔案、編撰著述，掌通古今、傳授學問、培養人才等職務。

## 秦代
《汉书·百官公卿表》载：“博士，秦官。掌通古今。”据《史记》记载，秦朝有博士70人。博士掌管全國古今史事以及書籍典章。

## 漢代
漢初沿用這樣的官職體例。當時博士的待遇是年薪六百石糧食。
文景時，立《書經》、《詩經》、《春秋經》三博士官。
漢武帝設了五经博士，將文景時的三博士加上《易經》、《禮經》二博士。從此“博士”就成為專門傳授儒家經學的學官。“五经博士”的職責主要是傳授這五部經典。司馬遷在《史記·循吏列傳》記載：
「公儀休者，魯國博士也，以高等為魯相。」
這可以作為當時社會把深諳儒家之道的博學的人稱作博士。

## 後代
明清时仍有此官职，只是稍有不同。宋濂《送东阳马生序》中说：“有司业、博士为之师。”明代有國子監博士廳《五經》博士，钦天监灵台博士等官。